# Mario Pavelic
Mario Pavelic (ur. 19 września 1993 w Eisenstadt) – austriacki piłkarz występujący na pozycji prawego obrońcy. Obecnie jest zawodnikiem litewskiego klubu FK Žalgiris Wilno. Reprezentant młodzieżowych reprezentacji Austrii.

## Kariera klubowa
Wychowanek SC Neusiedl am See 1919 w 2011 roku przeniósł się do Rapidu Wiedeń. Na początku występował w barwach drużyny rezerw Rapidu, a debiutu w pierwszej drużynie doczekał się w sierpniu 2013 roku w trakcie rewanżowego spotkania III rundy kwalifikacyjnej do Ligi Europy przeciwko Asteras Tripolis. W ligowym starciu zadebiutował dwa miesiące później w meczu przeciwko SC Wiener Neustadt. W czerwcu 2016 roku przedłużył kontrakt z Rapidem do końca sezonu 2017/2018. Po wygaśnięciu tej umowy przeszedł do HNK Rijeka, gdzie w pierwszym sezonie zaliczył 9 występów i jedną bramkę. W czerwcu 2019 roku został wypożyczony do Sarpsborga na drugą część sezonu w Norwegii. W lutym 2020 roku wrócił do Austrii po tym jak wypożyczono go do Admira Wacker Mödling.